# Nikolaj Jacobsen
Nikolaj Bredahl Jacobsen (Viborg, 22 de noviembre de 1971) es un entrenador y exbalonmanista danés.
Actualmente es el entrenador del club de balonmano alemán Rhein-Neckar Löwen y de la selección de balonmano de Dinamarca. Como entrenador, Jacobsen ganó la Liga danesa de balonmano de 2013 con el Aalborg Håndbold y condujo al Rhein-Neckar Löwen a dos campeonatos consecutivos de la Bundesliga alemana de balonmano en las temporadas 2016 y 2017. Es el primer entrenador danés en ganar la Bundesliga alemana.
Durante su carrera como jugador, Jacobsen jugó predominantemente como extremo izquierdo y desarrolló la mayor parte de su carrera en el GOG Håndbold danés y en el THW Kiel alemán. Ganó tres campeonatos de la Liga Danesa de Balonmano con el GOG, así como tres Bundesligas y dos Copas EHF con el Kiel. Jacobsen jugó un total de 148 partidos y marcó 584 goles con la selección danesa entre 1991 y 2003 y fue nombrado Jugador Danés del Año en 1993 y 1999.

## Trayectoria

### Como jugador
- –1997:  GOG Gudme
- 1997–1998:  TSV Bayer Dormagen
- 1998–2004:  THW Kiel
- 2004–2007:  Viborg HK
- 2008–2009:  Bjerringbro-Silkeborg

### Como entrenador
- 2004–2007:  Viborg HK (coentrenador)
- 2007–2011:  Bjerringbro-Silkeborg (coentrenador)
- 2012–2014:  Aalborg Håndbold
- 2014-2017:  Rhein-Neckar Löwen
- 2017–actualidad:  Dinamarca

## Palmarés

### Como jugador
- Copa EHF: 2002, 2004
- Bundesliga alemana: 1999, 2000, 2002
- Copa de Alemania: 1999, 2000
- Liga danesa: 1992, 1995, 1996
- Jugador Danés del Año: 1993, 1999

### Como entrenador
- Bundesliga alemana: 2016, 2017
- Copa de Alemania: 2018
- Liga danesa: 2013
- Campeonato Mundial de Balonmano Masculino: 2019, 2021, 2023, 2025.